# Lago Dirillo
Il lago Dirillo si trova nella Sicilia centrale nel territorio del comune di Licodia Eubea nella città metropolitana di Catania ed una piccola parte all'estremità orientale ricade sul territorio del comune di Monterosso Almo nel libero consorzio comunale di Ragusa. È raggiungibile dalla S.S. 194 con uscita nei pressi di Licodia Eubea o in località Torretta nel comune di Vizzini. Viene comunemente chiamato "A Diga".

## Il lago

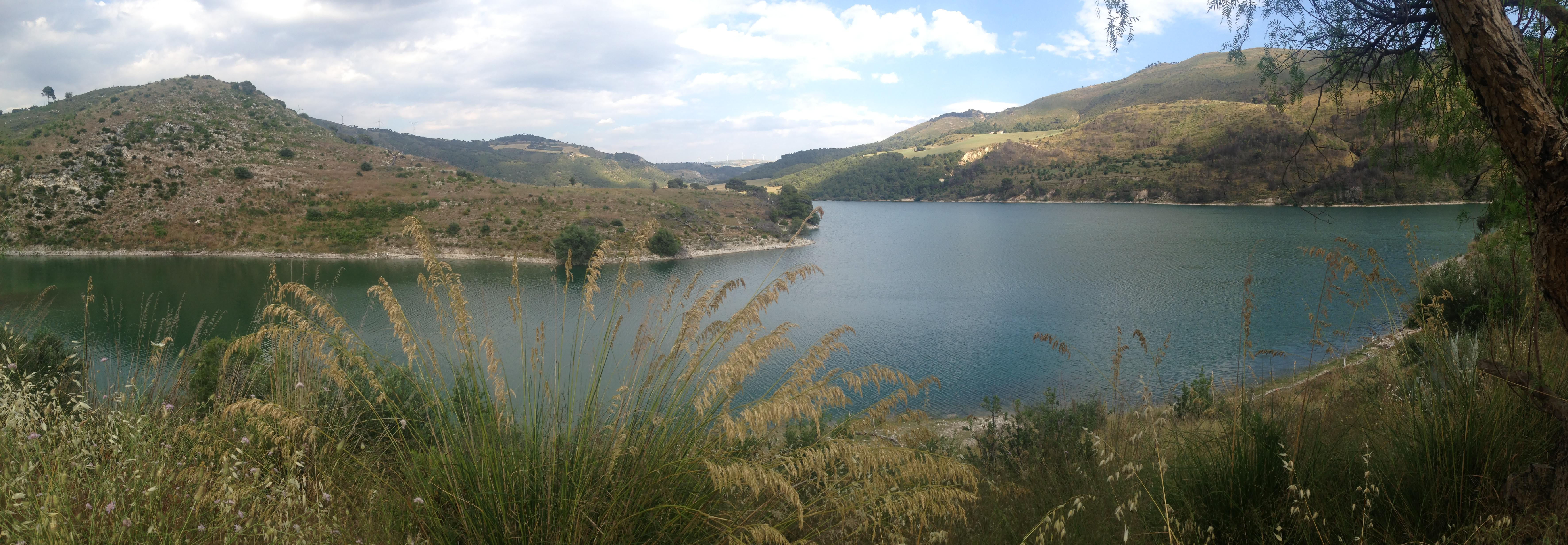
Una veduta del lago

Si tratta di un lago artificiale realizzato attraverso lo sbarramento del fiume Dirillo tramite la diga Ragoleto. Il bacino della capacità di oltre 20 milioni di metri cubi, è stato attrezzato come zona turistica sportiva e consente, oltre alla pesca, la pratica del canottaggio. Il lago è incastonato in un paesaggio ricco di verde che farebbe pensare di non essere al centro della Sicilia. Le acque sono popolate da varie specie ittiche lacustri come il luccio, la trota, la carpa ed il persico.
Superficie 1,11 Km quadrati, profondità massima 46 metri (Banca dati dei laghi italiani).